# Скапа-Флоу
Ска́па-Фло́у (англ. Scapa Flow, древн. исл. Skalpaflói) — гавань в Шотландии на Оркнейских островах, к югу от острова Мейнленд. Имеет площадь в 312 км², защищена с юго-запада островом Хой, с востока — островами Саут-Роналдсей, Баррей и другими. Имеет глубину до 50 м и песчаное дно. Обладает достаточной вместимостью для размещения большого количества крупных кораблей и считается одной из наиболее удобных естественных гаваней в мире.
Около тысячи лет назад викинги уже входили в Скапа-Флоу; во время Первой и Второй мировых войн здесь базировались главные силы британского военно-морского флота — Гранд-Флит.
21 июня 1919 года в Скапа-Флоу был затоплен собственными экипажами германский Флот открытого моря.
База Скапа-Флоу закрыта в 1956 году. Гавань пользуется популярностью у любителей подводного плавания с аквалангом.

## XIX век

Устройство башни Мартелло

Во времена континентальной блокады Скапа-Флоу служила сборным пунктом для караванов транспортных судов, отправлявшихся в европейские порты. Для обороны островов от наполеоновского десанта были выстроены так называемые Башни Мартелло (генуэзские башни) — небольшие каменные форты с вращающимися орудийными платформами по образцу генуэзского укрепления на корсиканском мысе Мартелло, с которыми британский флот столкнулся в бою в 1794 году.

## Первая мировая война
В 1904 году Адмиралтейство впервые рассмотрело вопрос о перебазировании главных сил из Ла-Манша на север, в Шотландию. База на севере выводила главные силы из-под угрозы блокады узкого пролива растущими германскими морскими силами, и позволила бы оперативно контролировать всё Северное море. Согласно британской морской доктрине, выработанной незадолго до войны Баттенбергом и Бриджманом, базирование главных сил в Скапа-Флоу, вне радиуса эффективного действия немецких подводных лодок, должно было запереть Флот открытого моря в его портах — что и произошло в ходе войны.
Обсуждавшиеся базы в Росайте и Инвергордоне к 1914 году не были укреплены, поэтому при мобилизации 28—29 июля 1914 года линейные корабли Первого флота перебазировались в Скапа-Флоу, хорошо известную по предвоенным учениям (и также не укреплённую), и с объявлением войны приняли боевое имя «Гранд-Флит».
Линейные крейсеры перебазировались в Росайт. В последующем, именно Скапа-Флоу, с площадью бассейна более 200 км², стала главной базой флота.
По инициативе адмирала Джеллико на островах были срочно оборудованы позиции береговой артиллерии и минные поля, а проливы между островами — прикрыты противолодочными заграждениями (боны и блокшивы).
Дважды, в 1914 и 1918 годах, немецкие подводные лодки прорывались внутрь гавани, но обе были уничтожены, не причинив вреда британским кораблям. 23 ноября 1914 года U-18 под командованием Генриха фон Хеннига, пристроившись за кормой входившего в базу транспорта, прошла через разведённые противолодочные сети, но была атакована и протаранена британским тральщиком и вскоре затонула. 18 октября 1918 года UB-116 под командованием Ганса-Йоахима Эмсманна, пытавшаяся проникнуть в гавань тем же маршрутом, была обнаружена с помощью подводных гидрофонов и подорвана дистанционно управляемой миной.
Более успешными были минные постановки немецких подводников. 5 июня 1916 года на мине, выставленной U-75 вблизи Оркнейских островов, погиб вышедший из Скапа-Флоу крейсер «Хэмпшир». Вместе с экипажем погиб направлявшийся в Архангельск фельдмаршал Китченер; спаслось только 12 человек.
9 июля 1917 года произошёл взрыв пороховых погребов линкора «Вэнгард», стоявшего на якоре в гавани. Линкор вместе с 843 моряками затонул практически мгновенно. Причина взрыва не была установлена точно; наиболее вероятная версия — незамеченное самовозгорание угольной пыли в бункерах, перекинувшееся на соседние отсеки.

## 21 июня 1919 года

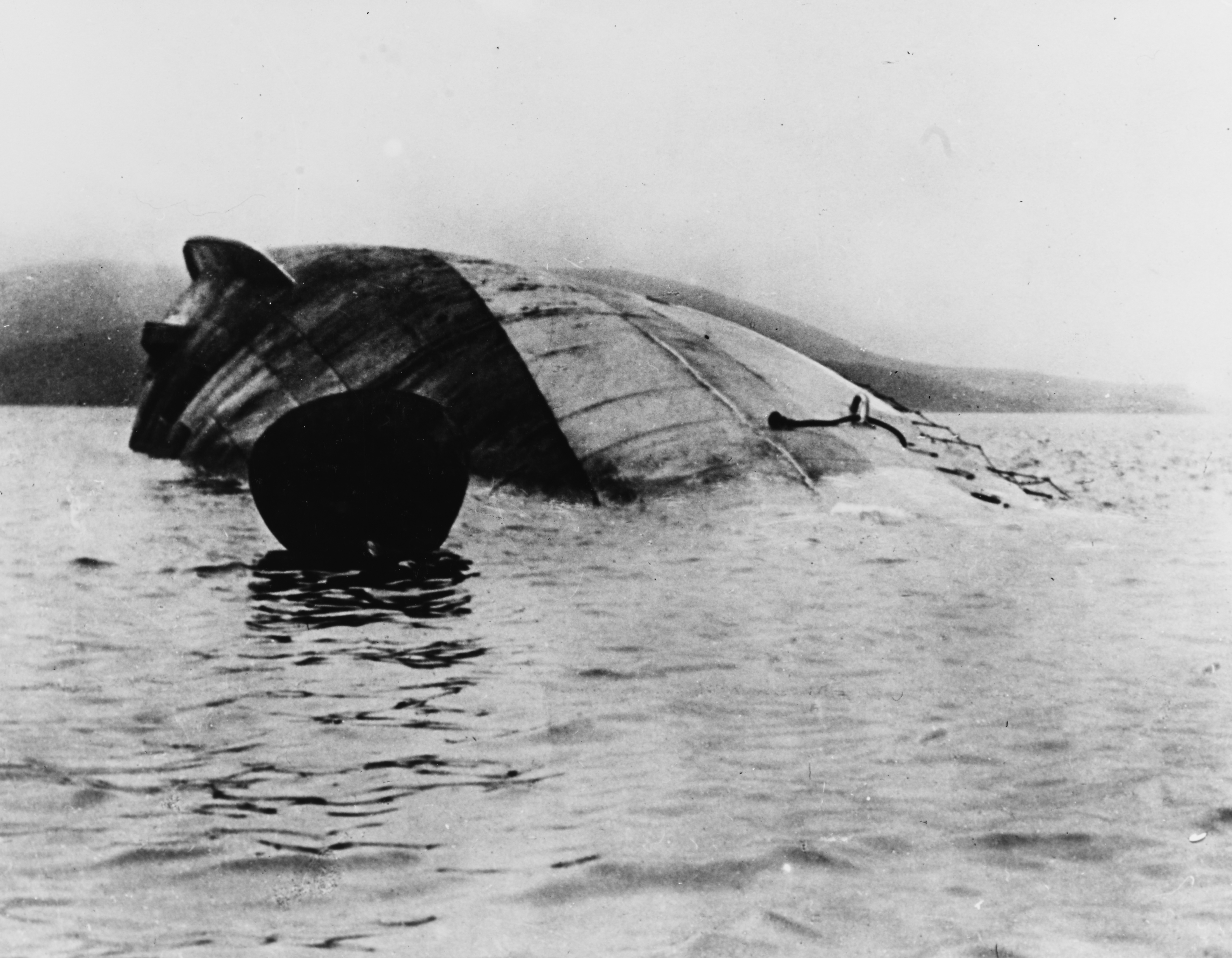
Тонущий линейный крейсер «Зейдлиц»

Германия приняла условия Компьенского перемирия 11 ноября 1918 года. По условиям перемирия, весь германский флот, с экипажами, должен был быть интернирован до подписания мирного договора в нейтральных портах:

«Германские надводные военные корабли, указанные союзниками и США, будут разоружены, а затем интернированы в нейтральных портах, а в случае, если таких подходящих портов не окажется, то в союзных тех, указанных союзниками и США; они будут находиться в этих портах под наблюдением союзников и США, причем на кораблях останутся лишь команды, необходимые для несения караульной службы».

Предложения интернировать флот в Испании и Норвегии приняты не были, и по требованию англичан флот из 74 вымпелов под командованием адмирала Людвига фон Ройтера, конвоируемый Гранд-Флитом, перебазировался в Скапа-Флоу. 21 ноября 1918 года немецкие корабли спустили флаги, а к 27 ноября они были собраны и разоружены на стоянке в проливе Гаттер-Саунд, под прицелом британских линкоров. Немецкие экипажи, общей численностью более 20 000 человек, были сокращены вчетверо в течение декабря 1918 года.
Отрезанный от источников информации адмирал Ройтер справедливо полагал, что рано или поздно англичане захватят его корабли — возвращение под германский флаг представлялось невозможным. В июне 1919 года (перемирие истекало 23 июня) немецкие офицеры подготовили корабли к срочному затоплению, дожидаясь лишь ухода из Скапа-Флоу линкоров Гранд-Флита. 21 июня 1919 года, в 10:30 утра, Ройтер дал условный сигнал на открытие кингстонов. Он был исполнен всеми кораблями, кроме флагманского «Эмдена»: к нему была пришвартована британская плавбаза, и адмирал предпочёл держать англичан в неведении как можно дольше. К 17:00 затонул весь немецкий флот, исключая выбросившиеся на берег линкор «Баден», три лёгких крейсера и 16 миноносцев. Ройтер наказания избежал, а 9 немецких матросов были расстреляны после показательного трибунала.

## Подъём затонувших кораблей

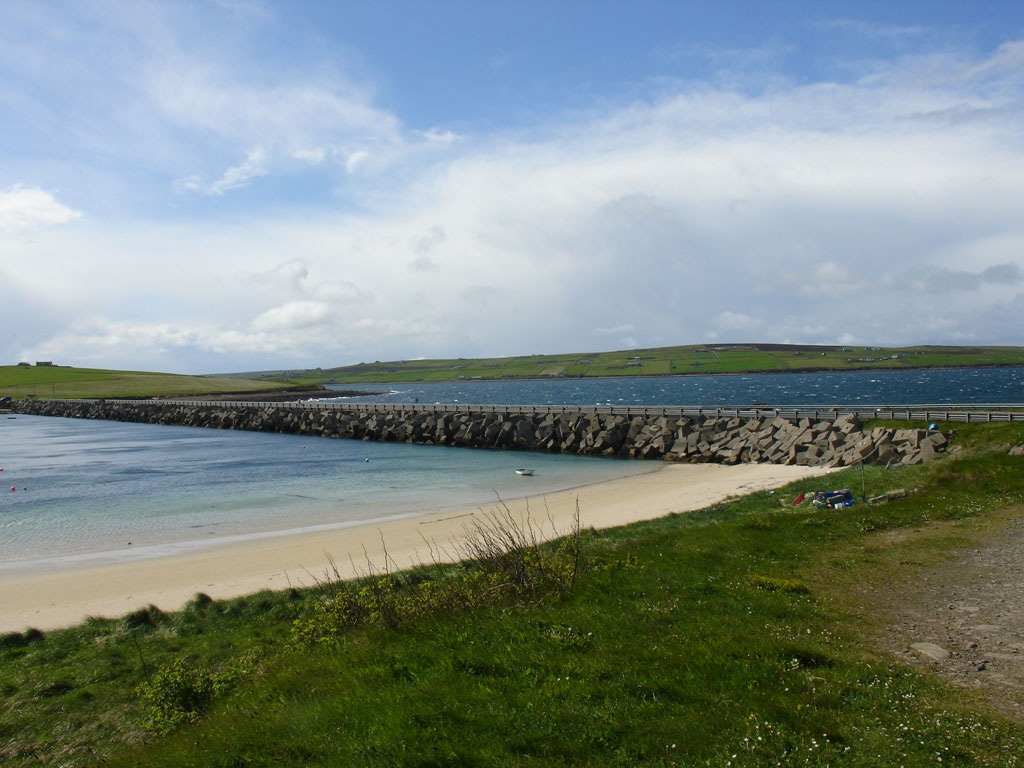
Один из «барьеров Черчилля»

В 1924 году инженер и бизнесмен Эрнест Фрэнк Кокс (1883—1959), ранее не занимавшийся подъёмом судов, выкупил у британского Адмиралтейства права на подъём части затонувших немецких кораблей (26 миноносцев и 2 линкоров) за 24 000 фунтов.
Ранее Адмиралтейство пришло к выводу о невозможности спасательной операции и легко рассталось с ненужными «активами». За восемь лет Кокс сумел создать новые технологии подъёма и поднял на поверхность более 40 кораблей, но дело так и не стало прибыльным.
Первый корабль, миноносец V-70 водоизмещением 750 т, лежавший на мелководье, Кокс поднял 1 августа 1924 года, причём оказалось, что местные жители уже сняли с корабля всё ценное. В последующем и сам Кокс «заимствовал» уголь из бункеров потопленных судов. За два года команда Кокса подняла 25 миноносцев; в 1926 году на подъём каждого уходило всего 4 дня.
Попытка поднять со дна линейный крейсер «Гинденбург» (полное водоизмещение 30 707 т) в 1926 году окончилась катастрофой; вторая попытка 1930 года оказалась успешной. В 1927 году с третьей попытки был поднят «Мольтке», в 1928 году — «Кайзер» и «Зейдлиц», в 1931 году — «Фон дер Танн» и «Принц-регент Луитпольд». В том же 1931 году сам Кокс перестал заниматься подъёмом; его преемники в 1938 году подняли линкор «SMS Grosser Kurfürst», в 1934 году — «Байерн» и в 1939 году — «Дерфлингер» (разделан на металл только 7 лет спустя). Поднятые корабли буксировались в Росайт (близ Эдинбурга) и там разделывались на металл.
На дне гавани остаются линкоры «Кёниг», «Маркграф», «Кронпринц Вильгельм» и 4 лёгких крейсера.

## Вторая мировая война

Маневрирование U-47 в Скапа-Флоу

13—14 октября 1939 года немецкая подводная лодка U-47 под командованием Гюнтера Прина, специально отобранного для атаки на Скапа-Флоу адмиралом Дёницем, проникла в гавань через пролив Кирк-Саунд. Впоследствии, после атаки, этот пролив был перегорожен тремя блокшивами. Первый залп U-47 пришёлся на британский линкор «Ройял Оук», одна торпеда попала в цель, но линкор остался на плаву. Второй залп — кормовым торпедным аппаратом — прошёл мимо, третий — тремя торпедами — привёл к гибели линкора и 833 человек его экипажа. 386 моряков спаслись. U-47 благополучно вернулась в Вильгельмсхафен 17 октября. В 1942 году газеты США сообщили, что Прина наводил на цель немецкий агент, живший на островах и бежавший после атаки на другой подводной лодке, но эти сведения оказались ложными.
По итогам расследования лишился своего поста комендант островов, адмирал Уилфред Френч. Заграждения блокшивами были признаны неэффективными, и взамен них британцы, используя итальянских военнопленных, построили так называемые «барьеры Черчилля» (англ. Churchill barriers) — каменные дамбы через малые проливы в восточной части Скапа-Флоу. Система дамб общей длиной 2,3 км, начатая постройкой в мае 1940 года, была завершена только в 1944 году.

## Послевоенные годы
В 1956 году база ВМФ в Скапа-Флоу была закрыта. В 1962 году правительства Западной Германии и Великобритании окончательно урегулировали права на останки затопленных немецких судов — Германия их официально продала спустя 42 года после гибели.
На острове Хой в здании бывшей флотской нефтебазы была открыта экспозиция для посетителей.
Доступ аквалангистов к останкам линкоров «Ройял Оук» и «Вэнгард» запрещён — они входят в число 16 подводных братских могил, охраняемых британскими законами. Доступ аквалангистов к останкам немецкого флота разрешён, но пловцы не вправе проникать внутрь кораблей или забирать с собой что-либо найденное на кораблях и в радиусе 100 м от них. Погружения на немецкие линкоры, лежащие на глубинах до 43 м, классифицируются как средне-сложные.